# Пальмино
Па́льмино (рос. Пальмино) — присілок у складі Таборинського району Свердловської області. Входить до складу Кузнецовського сільського поселення.
Населення — 205 осіб (2010, 238 у 2002).
Національний склад населення станом на 2002 рік: росіяни — 99 %.